# Gemmoterapia
La gemmoterapia è una pratica terapeutica alternativa basata sull'utilizzo di estratti (chiamati gemmoterapici o gemmoderivati) ricavati a partire dai tessuti embrionali (meristematici) delle piante. I sostenitori della gemmoterapia ritengono che le peculiari sostanze contenute nei tessuti vegetali in accrescimento possano avere effetti benefici sull'organismo. Nonostante la gemmoterapia non sia una pratica riconosciuta dalla medicina ufficiale a causa della carenza di rigorosi studi clinici, le tecniche di preparazione dei gemmoterapici sono incluse in molte farmacopee nazionali e in quella europea.

## Storia
L'utilizzo di gemme e altri giovani tessuti vegetali in terapia è già rintracciabile nei testi classici di medicina Ayurvedica e di medicina tradizionale cinese ma è solo neglia anni cinquanta del '900 che tale pratica fu introdotta in occidente come sistema terapeutico strutturato. Fu infatti medico omeopata belga Pol Henry che in questi anni si dedicò allo studio sistematico e sperimentale (prima sull'animale e poi sull'uomo) di estratti ricavati da gemme vegetali fresche. Definì tale metodica fitoembrioterapia descrivendola come "sistema terapeutico basato sull'energia potenziale dei vegetali".

## Le materie prime
Come già accennato, i gemmoterapici vengono preparati a partire dai tessuti meristematici, ovvero quei tessuti indifferenziati che consentono il continuo accrescimento della pianta. I tessuti utilizzati sono quindi: gemme, amenti, boccioli, giovani getti, giovani radici, semi, linfa, scorza di radice e di giovane ramo. Le piante vengono raccolte in primavera nel periodo di massimo accrescimento. Recentemente, diversi studi di caratterizzazione cromatografica hanno dimostrato che tali tessuti sono caratterizzati da un profilo biochimico molto diverso da quello dei tessuti adulti della pianta madre e contengono elevate concentrazioni di ormoni vegetali (auxine, gibberelline, citochinine, acido abscissico ed etilene), enzimi, amminoacidi, flavonoidi ed elementi in traccia.

## I preparati
I gemmoterapici sono di fatto macerati glicerici ovvero preparazioni liquide ottenute per macerazione del materiale vegetale fresco, per tre settimane, in una soluzione 1:1 di glicerolo ed etanolo 96°. La quantità di materiale vegetale posta a macerazione è calcolata in modo da ottenere un rapporto droga/solvente di 1:20 in peso secco. A fine macerazione la soluzione ottenuta viene lasciata decantare e viene filtrata. Il macerato glicerico di base (MG) così ottenuto viene diluito in rapporto 1:10 con una soluzione di glicerina, etanolo 94° e acqua  demineralizzata in rapporto 50:30:20. Si ottiene così il prodotto finito: un macerato glicerico alla prima diluizione decimale o Hanhemaniana (MG 1 DH). 